# Saison 1 de Flynn Carson et les Nouveaux Aventuriers
Chronologie
Saison 2
Cet article présente les dix épisodes de la première saison de la série télévisée américaine Flynn Carson et les Nouveaux Aventuriers (The Librarians).

## Synopsis
La série suit les aventures d'une équipe de potentiels  "Bibliothécaire" choisis par la  "Bibliothèque". Flynn Carson, l'actuel bibliothécaire doit résoudre des mystères impossibles, retrouver des artefacts très puissants et affronter des forces surnaturelles dont celle de la  Fraternité du Serpent, leur principal ennemi. L'équipe est composée de Jacob Stone, un génie en histoire et architecture ; Cassandra Cillian, une mathématicienne dotée d'une mémoire photographique et cependant  atteinte d'une tumeur au cerveau ; Ezekiel Jones, un voleur et spécialiste en technologie et de leur gardien, Eve Baird, une ex-militaire de l'OTAN.

## Généralités
- Aux États-Unis, la saison 1 est diffusée du 7 décembre 2014 au 18 janvier 2015 sur TNT.
- Au Canada, elle est diffusée du 7 décembre 2014 au 18 janvier 2015 sur Space, le même jour qu'aux États-Unis.
- En France et en Suisse, la saison a été diffusée du 14 mars 2015 au 11 avril 2015 sur Syfy[1]. Elle a été rediffusée du 21 décembre 2015 au 25 décembre 2015 sur France 2.
- Au Québec, en août 2015 diffusion sur la chaîne télévisée Ztélé, sous le titre  Les nouveaux aventuriers.
- Aucune information concernant sa diffusion dans les autres pays francophones.

## Distribution

### Acteurs principaux
- Rebecca Romijn (VF : Laura Blanc) : Eve Baird
- Christian Kane (VF : Mathias Kozlowski) : Jacob « Jake » Stone
- Lindy Booth (VF : Adeline Moreau) : Cassandra Cillian
- John Kim (VF : Maxime Baudouin) : Ezekiel Jones
- John Larroquette (VF : Philippe Ogouz) : Jenkins

### Acteurs récurrents
- Matt Frewer : Dulaque
- Lesley-Ann Brandt (VF : Barbara Beretta) : Lamia
- Noah Wyle (VF : Éric Missoffe) : Flynn Carson

### Acteurs invités
- Jane Curtin : Charlene
- Bob Newhart : Judson
- Tricia Helfer : Mme Willis
- Bruce Campbell : Père Noël / Saint Nicolas / Odin

## Liste des épisodes

### Épisode 1:La Couronne du Roi Arthur
- États-Unis /  Canada : 7 décembre 2014 sur TNT / Space
- France /  Suisse :
- 14 mars 2015 sur Syfy
- 21 décembre 2015 sur France 2

- États-Unis : 5,35 millions de téléspectateurs[2] (première diffusion)
- France : 645 000 téléspectateurs[3](deuxième diffusion)

- Jane Curtin : Charlene
- Bob Newhart : Judson

### Épisode 2:L'Épée dans le rocher
- États-Unis /  Canada : 7 décembre 2014 sur TNT / Space
- France /  Suisse :
- 14 mars 2015 sur Syfy[4]
- 21 décembre 2015 sur France 2

- États-Unis : 5,35 millions de téléspectateurs[2] (première diffusion)
- France : 778 000 téléspectateurs[3](deuxième diffusion)

- Bob Newhart : Judson
- Matt Frewer : Dulaque

### Épisode 3:L'Antre du Minotaure
- États-Unis /  Canada : 14 décembre 2014 sur TNT / Space
- France /  Suisse :
- 21 mars 2015 sur Syfy[5]
- 22 décembre 2015 sur France 2

- États-Unis : 3,37 millions de téléspectateurs[6] (première diffusion)

- Tricia Helfer : Madame Willis
- Tyler Mane : Le Minotaure

### Épisode 4:L'Enlèvement du père Noël
- États-Unis /  Canada : 21 décembre 2014 sur TNT / Space
- France /  Suisse :
- 21 mars 2015 sur Syfy
- 24 décembre 2015 sur France 2

- États-Unis : 3,19 millions de téléspectateurs[7] (première diffusion)

- Bruce Campbell : Père Noël/Saint Nicolas/Odin
- Matt Frewer : Dulaque

### Épisode 5:La Pomme de discorde
- États-Unis /  Canada : 28 décembre 2014 sur TNT / Space
- France /  Suisse :
- 28 mars 2015 sur Syfy[8]
- 25 décembre 2015 sur France 2

- États-Unis : 4,10 millions de téléspectateurs[9] (première diffusion)
- Canada : 664 000 téléspectateurs[10] (première diffusion + différé 7 jours)
- France : 350 000 téléspectateurs[11](deuxième diffusion)

- Cary-Hiroyuki Tagawa : Monsieur Drake
- Noah Wyle : Flynn Carson
- Matt Frewer : Dulaque

### Épisode 6:Les Contes maléfiques
- États-Unis /  Canada : 4 janvier 2015 sur TNT / Space
- France /  Suisse :
- 28 mars 2015 sur Syfy
- 22 décembre 2015 sur France 2

- États-Unis : 3,72 millions de téléspectateurs[12] (première diffusion)

- René Auberjonois : Monsieur McGuire

### Épisode 7:La Règle de trois
- États-Unis /  Canada : 11 janvier 2015 sur TNT / Space
- France /  Suisse :
- 4 avril 2015 sur Syfy[13]
- 23 décembre 2015 sur France 2

- États-Unis : 3,445 millions de téléspectateurs[14] (première diffusion)

- Alicia Witt : Lucinda McCabe / La Fée Morgane
- Bex Taylor-Klaus : Amy Meyer

### Épisode 8:La Maison de l'horreur
- États-Unis /  Canada : 11 janvier 2015 sur TNT / Space
- France /  Suisse :
- 4 avril 2015 sur Syfy
- 23 décembre 2015 sur France 2

- États-Unis : 2,863 millions de téléspectateurs[14] (première diffusion)

- Kendall Wells : L'homme au marteau
- Lea Zawada : Katie Bender

- Quand Ezekiel évoque les possibilités de la maison, il fait une référence au TARDIS du Doctor Who.

### Épisode 9:Les Lumières de la ville
- États-Unis /  Canada : 18 janvier 2015 sur TNT / Space
- France /  Suisse :
- 11 avril 2015 sur Syfy
- 24 décembre 2015 sur France 2

- États-Unis : 3,275 millions de téléspectateurs[15] (première diffusion)

- Haley Webb : Mabel Collins
- John J. Joseph : Victor Finch / Norman

### Épisode 10:La Trame du destin
- États-Unis /  Canada : 18 janvier 2015 sur TNT / Space
- France /  Suisse :
- 11 avril 2015 sur Syfy
- 25 décembre 2015 sur France 2

- États-Unis : 3,033 millions de téléspectateurs[15] (première diffusion)
- France : 492 000 téléspectateurs[11](deuxième diffusion)

- Noah Wyle : Flynn Carson
- Cara Mitsuko : Technicienne